# Навроцкий, Григорий Николаевич
Григо́рий Никола́евич Навро́цкий (18 января 1838 — 6 января 1908) — роменский уездный предводитель дворянства, член III Государственной думы от Полтавской губернии.

## Биография
Православный. Из потомственных дворян. Землевладелец Полтавской губернии (586 десятин).
Окончил Харьковскую 2-ю гимназию (1853) и юридический факультет Харьковского университета со степенью кандидата прав (1857).
В 1861—1871 годах состоял мировым посредником по Роменскому уезду. Избирался председателем Роменской уездной земской управы (1865—1877,1886—1907), председателем съезда мировых судей (1878—1881), гласным Полтавского губернского земства, почетным мировым судьей Роменского уезда (1883—1907) и роменским уездным предводителем дворянства (1883—1907). Дослужился до чина действительного статского советника (1895).
Состоял председателем попечительского совета Роменской женской гимназии. Был избран почетным гражданином Ромен, в 1880 году в Харьковском университете была учреждена стипендия имени Навроцкого. Возглавлял Роменский отдел Союза 17 октября.
В 1907 году был избран членом III Государственной думы от Полтавской губернии. Входил в группу правых октябристов.
Скончался в Киеве 25 декабря 1907 года.

## Награды
- Орден Святого Владимира 3-й ст. (1891)
- Орден Святого Станислава 1-й ст. (1899)
- Орден Святой Анны 1-й ст. (1905)